# 佐々木隆爾
佐々木隆爾（ささき りゅうじ、1935年7月5日 - ）は、日本の歴史学者、東京都立大学 (1949-2011)名誉教授。専攻、日本近現代史。近現代国際関係史、近現代日本の地域支配構造、部落問題などを論じた。『季論21』の編集委員を務めた。

## 経歴
滋賀県出身。1958年京都大学文学部史学科卒、同大学院文学研究科博士課程単位取得退学。静岡大学助教授、東京都立大学助教授、1991年「日本戦後史とアメリカのアジア政策」で文学博士。都立大学教授、2001年定年退官、名誉教授、日本大学教授。2005年退職。

## 著書
- 『世界史の中のアジアと日本 アメリカの世界戦略と日本戦後史の視座』御茶の水書房 1988
- 『サンフランシスコ講和』岩波ブックレット 1988
- 『アメリカのアジア戦略と李承晩政権の成立』「朝鮮問題」懇話会 1990　「朝鮮問題」学習・研究シリーズ
- 『現代天皇制の起源と機能』昭和出版 1990 (昭和史叢書 1 天皇制)
- 『中学歴史の精解と資料』文英堂 1994
- 『戦後政治支配と部落問題 「解同路線」はどう形成されたか』部落問題研究所 1995 部落研ブックレット
- 『新安保体制下の日米関係』山川出版社 (日本史リブレット) 2007
- 『占領・復興期の日米関係』山川出版社 (日本史リブレット) 2008

## 共編著
- 『教養人の日本史 第4 江戸末期から明治時代まで』池田敬正共著 社会思想社 現代教養文庫) 1967
- 『体系日本現代史 第7巻 アジアの変革と日本』日本評論社 1979
- 『争点日本の歴史 第6巻 近・現代編(幕末～第二次大戦後)』新人物往来社 1991
- 『歴史学入門』浜林正夫共編 有斐閣Sシリーズ 1992
- 『新視点日本の歴史 第6巻(近代編) 幕末→戦前』山田朗共編 新人物往来社 1993
- 『新視点日本の歴史 第7巻(現代編) 戦中』原田勝正共編 新人物往来社 1993
- 『昭和史の事典』東京堂出版 1995

## 参考
- 佐々木隆爾教授 経歴・業績 (佐々木隆爾先生古稀記念号) 史叢 2005-09